# Uniwersytety w Norwegii
Uniwersytety w Norwegii – jeden z trzech typów uczelni w Norwegii, pozostałe to specjalistyczne uczelnie akademickie oraz kolegia uniwersyteckie.
W 2011 r. funkcjonowało w Norwegii 7 uniwersytetów publicznych i 1 prywatny.
W 2007 r. uniwersytety otrzymały ze Skarbu Państwa środki finansowe w wysokości 0,6 mld koron.
W Norwegii pierwszy uniwersytet powołano w 1811 r. Był to Uniwersytet Christianii (obecnie Uniwersytet w Oslo).
Uniwersytety działają na podstawie przepisów ustawy nr 15 z dnia 1 kwietnia 2005 r. o uniwersytetach i kolegiach uniwersyteckich.
Przepisy ustawy nr 15 z dnia 1 kwietnia 2005 r. o uniwersytetach i kolegiach uniwersyteckich gwarantują autonomię uniwersytetów. Stanowią również o wolności akademickiej w kontekście jej ochrony i ponoszonej przez uczelnie odpowiedzialności za wysoki poziom kształcenia oraz prowadzonych badań naukowych.
Do organów jednoosobowych uniwersytetów zaliczamy rektora (rektor) i kanclerza (administrerende direktør), natomiast do organów kolegialnych senat (styret).
Oceną w perspektywie międzynarodowej prowadzonych przez uczelnie badań naukowych zajmuje się Rada do spraw Badań Naukowych (Norges forskningsråd). Uczelnie są zrzeszone w Norweskim Stowarzyszeniu Instytucji Szkolnictwa Wyższego (Universitets- og høgskolerådet).
Zewnętrznym systemem zapewnienia jakości zajmuje się powołana w 2002 r. Agencja do spraw Zapewniania Jakości Kształcenia (Nasjonalt organ for kvalitet i utdanningen).